# シャーリーテンプル (ブランド)
シャーリー・テンプル（Shirley Temple）は新生児から160cmのサイズの女性を対象とした洋服（子供服・婦人服）のブランドである。

## 概要
ファッションデザイナーの柳川れいにより、1974年 東京・青山で 子供服Shirley Temple は展開をスタート。新生児から大人の女性をターゲットに70cm〜160cmのサイズのオリジナルウェア、シューズ、バッグ、帽子など幅広い商品展開をしている。レース、リボン、フリルなどを多用し、アメリカンヴィンテージなテイストにフルーツやスイーツ、動物などのモチーフを取り入れたロマンティックな世界観が特徴的なブランドで、オリジナルプリントの洋服やノベルティには今もコレクターがいる。アメリカ合衆国のシャーリーテンプル財団とライセンス契約を締結、日本国内での販売権を有している。IAAZAJホールディングス傘下の有限会社エムケーが生産している。

## 略歴
- 1974年 - Shirley Temple 創立
- 2004年 - ブランド創立30周年において、記念冊子「別冊spoon. 100% Shirley Temple BOOK」（株式会社プレビジョン）をシリアルナンバー入りで発売したところ、1万2千部が即日完売となった。
- 2017年
  - 2月 - 三越伊勢丹 のバレンタイン企画「ショコライセタネーション」にて、子供服ブランドでは新宿 伊勢丹史上初、3週間に渡るウインドウディスプレイを単独で展開。
  - 7月 - 三越伊勢丹とサーティワンアイスクリームとコラボし、POPUP STOREを開催。オリジナルプリントと同じパッケージのアイスクリーム３種など発売。
  - 大人の女性に向けたレディースライン　Shirley Temple For Ladies がデビュー。コンセプトは「ファッションはもちろん、ヴィンテージや雑貨、可愛いものが好きな全ての女性へ。Shirley Temple For Ladiesは Shirley Templeのオリジナルな世界観を大人も楽しめるよう、レディライクに仕立て袖を通した瞬間から“ときめく”お洋服を届けていきます。」

## デザインの特色
アメリカンヴィンテージなティストを取り入れたデザインと、ポップな色使いが特徴的である。レースやリボン、フリルを多用し、フルーツやスイーツ動物などのモチーフをふんだんに取り入れたロマンティックな世界観を持つ。ガーリーティストの洋服や小物からフォーマル、2017年からは婦人服ライン、2018年からドッグウエアも展開している。

## コンセプト
「“誰もがプリンセスになれるお洋服”をコンセプトに、ロマンティックな世界を散りばめた素敵なドレスを小さなレディ達に届けています。」